# Alekszandr Viktorovics Belisev
Alekszandr Viktorovics Belisev (1893. július 25. – Leningrád, 1974. augusztus 29.) a Balti Flotta matróza, később az Auróra cirkáló bolsevik hajóparancsnok–komisszárja. 
1909-től 1913-ig műszaki iskolában tanult, majd szerelőként dolgozott Nyerehta textilgyárában. Tengerészi szolgálatát 1913-ban kezdte meg a Balti Flotta területén. 1914 nyarán került az Auróra cirkálóra. 1917 márciusában csatlakozott az Oroszországi Szociáldemokrata Munkáspárthoz.
Ő volt az, akinek a parancsára 1917. november 7-én (október 25-én) este 21:15-kor az Auróra cirkáló hajóorrában lévő 152 mm-es lövegből lövést adtak, mely jel volt a Téli Palota ostromára.

## Emlékezete
- Szentpétervárott utcát neveztek el róla.
- Az Auróra cirkáló tengerészeti múzeumában található bronz mellszobra.

## Fordítás
- Ez a szócikk részben vagy egészben  a(z)   Белышев, Александр Викторович című orosz Wikipédia-szócikk ezen változatának fordításán alapul.  Az eredeti cikk szerkesztőit annak laptörténete sorolja fel. Ez a jelzés csupán a megfogalmazás eredetét és a szerzői jogokat jelzi, nem szolgál a cikkben szereplő információk forrásmegjelöléseként.